# Gazzi
Gazzi è un rione della III Circoscrizione del comune di Messina, distante circa 3 km a sud dal centro cittadino. Il suo territorio confina a nord col rione Provinciale (separato dall'ex Curvone Gazzi delle FS), a ovest verso monte col rione Mangialupi, a sud col rione Minissale e a est con le acque dello stretto di Messina.
Fino ai primi anni ottanta Gazzi rappresentava la periferia industriale della città, trasformandosi poi in zona commerciale ed artigianale, con attività situate nella Z.I.R.

## Toponimo
Il nome deriva dalla traduzione saracena della parola "magazzino", che rivela la presenza in loco di un fondaco (o caravanserraglio) costruito dai saraceni nel X secolo, sulla via del Dromo (antica via Valeria) e i cui resti furono distrutti dalla costruzione di alcuni caseggiati nella seconda metà del XX secolo.

## Storia
Le sue origini risalgono al periodo della dominazione saracena della Sicilia.
Casale agricolo fino ai primi decenni del XX secolo, dopo il terremoto di Messina del 1908 subì una profonda trasformazione, con la costruzione di caseggiati di edilizia popolare dal 1927 in poi, chiamate Palazzine Gazzi, Fondo Cassibile e infine le "Casette Gazzi", poi rinominate Rione Taormina.
Contemporaneamente venne edificato il carcere mandamentale, in sostituzione di quello di Carrubbara, distrutto dal sisma, mentre la parte bassa del villaggio divenne zona industriale con la messa in funzione degli stabilimenti dei "Molini Gazzi", della "Birra Messina", della "Feltrinelli Legnami", dell'"Agipgas", di industrie di trasformazione agrumaria e di laterizi.
Buona parte di queste attività sono cessate verso la fine del XX secolo, con la crisi dei vari settori e con l'avanzare della città.

## Monumenti e luoghi d'interesse

### Luoghi di culto
- Chiesa parrocchiale dedicata a San Nicola di Bari;
- Chiesetta Madonna di Loreto (Z.I.R.).
- Chiesetta di San Silvestro

### Policlinico universitario
- Ospedale "Gaetano Martino"

### Stadio Giovanni Celeste
Lo stadio Giovanni Celeste fu costruito nel 1935 ed è stato il terreno di gioco delle squadre di calcio di Messina fino al 2004, anno in cui fu sostituito dal San Filippo. Dal 2004 lo stadio è stato declassato a campo di allenamento.

## Infrastrutture e trasporti
Posto lungo la ex strada statale 114 (strada provinciale 41), tra il 1892 e il 1951 il quartiere era servito dalla tranvia Messina-Giampilieri della SATS, elettrificata nel 1917, della quale la moderna tranvia di Messina ricalca in parte il tracciato.
Nella medesima località è presente la fermata ferroviaria "Fiumara Gazzi", inaugurata nel 2008 nell'ambito del servizio ferroviario suburbano Messina-Giampilieri svolto da Trenitalia nell'ambito del contratto di servizio stipulato con la Regione Siciliana.
Gazzi è collegato al centro cittadino altresì dagli autoservizi ATM.